# 胜利 (国歌)
《胜利》（羅馬化：Aiaaira）是阿布哈兹共和国的国歌，制定于1992年。由根纳季·阿拉玛尼作詞，瓦雷拉·斯卡杜瓦作曲。

## 歌词
1. ↑  . Ministry of Foreign Affairs Republic of Abkhazia.   [9 July 2015]. （原始内容存档于2017-04-21）.
2. ↑  . BaltoSlav.   [26 August 2018]. （原始内容存档于2018-08-19）.